# Allianz für Klima und Entwicklung Österreich
Die Allianz für Entwicklung und Klima Österreich ist ein breites gesellschaftliches Bündnis bestehend aus Unternehmen, zivilgesellschaftlicher Organisationen, Verbänden, Hochschulen, öffentlichen Einrichtungen, Städten und Privatpersonen. Die Allianz verbindet Klimaschutz mit nachhaltiger wirtschaftlicher und gesellschaftlicher Entwicklung. Der Leitsatz der Allianz lautet: “Gemeinsam für nachhaltige Entwicklung und mehr globalen Klimaschutz”
Die österreichische Allianz arbeitet eng mit der Allianz für Entwicklung und Klima in Deutschland zusammen, die vom Bundesministerium für wirtschaftliche Zusammenarbeit und Entwicklung (BMZ), dem Forschungsinstitut für anwendungsorientierte Wissensverarbeitung (FAW/n) und der Deutschen Gesellschaft für Internationale Zusammenarbeit (GIZ) getragen wird und bereits im November 2018 gestartet hat.
Die Allianz in Österreich wurde unter der Schirmherrschaft des Österreichischen Rats für Nachhaltige Entwicklung, mit internationalen Partnern wie dem renommierten Globalisierungsexperten Franz Josef Radermacher und Frau Estelle L.A. Herlyn sowie der Unterstützung der Allianz in Deutschland ins Leben gerufen und mit 16. September 2019 gegründet.
Seit der Gründung verfolgt die Allianz für Entwicklung und Klima das Ziel, Entwicklungszusammenarbeit und internationalen Klimaschutz über das Instrument der freiwilligen Kompensation von Treibhausgasen zu verknüpfen und für die Finanzierung wichtiger Entwicklungs- und Klimaschutzprojekte in Entwicklungs- und Schwellenländern zusätzliche Mittel zu mobilisieren.

## Aufgaben und Ziele der Allianz
Die Allianz für Entwicklung und Klima in Österreich setzt neue Impulse, um die Entwicklungsanliegen der Agenda 2030 und ihrer Ziele für nachhaltige Entwicklung voranzubringen, um die Folgen der globalen Erwärmung nachhaltig abzuwenden.
Als breites gesellschaftliches Bündnis, fördert und multipliziert die Allianz freiwilliges nichtstaatliches Engagement im Bereich nachhaltige, wirtschaftliche und gesellschaftliche Entwicklung und internationalen Klimaschutz in Entwicklungs- und Schwellenländern.
Die Allianz fördert nicht nur den globalen Klimaschutz, sondern auch den wirtschaftlichen und technologischen Fortschritt durch zusätzliche private Mittel in diesen Ländern. Die Allianz mobilisiert und bringt als Multi-Stakeholder-Initiative und institutionalisierte Plattform subnationale und nichtstaatliche Akteure, insbesondere den Privatsektor (Unternehmen etc.) zusammen, die als Organisationen perspektivisch Klimaneutralität anstreben.

### Das Prinzip
Unternehmen, Organisationen, Verbände, Vereine, Institutionen und Privatpersonen fördern Klimaschutzprojekte in Entwicklungs- und Schwellenländern, die dort gleichzeitig die wirtschaftliche Entwicklung stärken, die Lebensumstände der Menschen verbessern und die Umwelt schützen. Im Gegenzug erhalten sie Klimazertifikate, die belegen, in welchem Umfang sie durch ihr Engagement CO2-Emissionen kompensieren und somit auch einen Beitrag zu den SDG (Sustainable Development Goals der Vereinten Nationen) und dem Pariser Klimaabkommen sowie zum European Green Deal beitragen. Für die Auswahl geeigneter Projekte stehen Expertenpartner (Projektpartner, Kompensationsdienstleister und Top-Experten) zur Verfügung.
Die Allianz fördert freiwilliges Engagement für den Klimaschutz und mobilisiert dringend benötigte Ressourcen aus der Wirtschaft und der Zivilgesellschaft. Damit werden Projekte zur Kompensation von CO2-Emissionen in Entwicklungs- und Schwellenländern unterstützt. Sie sind neben Reduktions- und Vermeidungsmaßnahmen unbedingter Baustein eines erfolgreichen Klimaschutzes.
- Vermeidung,
- Reduktion und
- Kompensation von CO2-Emissionen und
- zur gleichzeitigen Beförderung von Entwicklungsanliegen.[2]

### Ziele
Die Allianz bringt als strategische Multi-Stakeholder-Initiative und institutionalisierte Plattform im Sinne des SDG 17 „Partnerschaften zur Erreichung der Ziele“ subnationale und nichtstaatliche Akteure, insbesondere den Privatsektor (Unternehmen etc.) zusammen, die als Organisationen perspektivisch Klimaneutralität anstreben sowie Klimaschutzmaßnahmen im Sinne der Agenda 2030 auszugestalten.
- Politische Anerkennung der CO2-Kompensation als Ergänzung der staatlichen Klimaschutzbeiträge, um die Ziele des Pariser Abkommens zu erreichen
- Massives Wachstum des freiwilligen Emissionshandelsmarktes
- Verbesserung der institutionellen und politischen Rahmenbedingungen
- Kommunikation der Kompensationsprojekte
- Mobilisierung von Finanzmitteln
- Unterstützung und Orientierungsleistungen für die Mitglieder
- Erfahrungsaustausch und Verbreitung von Knowhow
- Vernetzung der Stakeholder
- Europäisierung und Internationalisierung der Allianz

Die Allianz nutzt verstärkt die Potenziale der Digitalisierung um ökologische und soziale Herausforderungen zu lösen und gleichzeitig Wirtschaft und Wohlstand zu stärken.

## Projekte und Veranstaltungen

### Projekte
Die freiwilligen Aktivitäten der Allianz-Teilnehmer erfolgen über Mitwirkung an qualitativ hochwertigen Projekten vor allem in Ländern des globalen Südens, die sowohl zur Verbesserung der Weltklimabilanz beitragen als auch wirtschaftliche und gesellschaftliche Entwicklung befördern (Co-Benefits). Die Allianz dient als Plattform, regt zu konkreten und auch neuen Projekten an und unterstützt bei der Umsetzung.

### Unterstützerkreistreffen
Bei den regelmäßigen Unterstützerkreistreffen tauschen sich die Teilnehmer, Unterstützer und Akteure über aktuelle international Entwicklungen und Projekte aus. Diese Treffen dienen dem persönlichen Austausch und der Vernetzung auf Augenhöhe sowie dem Know-how Transfer untereinander und mit Experten.
Das letzte Treffen fand im Beisein des Deutschen Bundesministers Gerd Müller (Bundesminister für wirtschaftliche Zusammenarbeit und Entwicklung) am 31. August 2020 in Wien statt.

### Arbeitsgruppen
In kleinen Arbeitsgruppen wird die Weiterentwicklung der Allianz auf nationaler, europäischer und internationaler Ebene vorangetrieben. Die AGs dienen auch der Unterstützung des Sekretariats der Allianz bei der Implementierung und Umsetzung von Projekten und Aktivitäten für seine Teilnehmer, Akteure und Unterstützer.

### Steuerungsgruppe
Eine eigene Steuerungsgruppe dient der Qualitätssicherung und agiert im Bereich Strategie, Kommunikation und Rechtliches.
Die Teilnehmer tragen dazu bei, dass der Ansatz der CO2-Kompensation endlich als das erkannt wird, was er ist: Eine unserer größten Chancen in der Bekämpfung des Klimawandels, da er global ansetzt und Geld, Knowhow und Technologie unter anderem in die Entwicklungs- und Schwellenländer bringt.
Die Allianz macht das unternehmerische aber auch das individuelle Commitment zu den Sustainable Development Goals (SDG) und zum Klimaschutz bzw. zu wirtschaftlicher, gesellschaftlicher und ökologischer Nachhaltigkeit sichtbarer (Reputation) und leistet einen wesentlichen Beitrag zur Umsetzung der SDG und des Pariser Klimaabkommens.